# Arches National Park

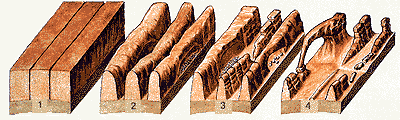
Het ontstaan van de bogen

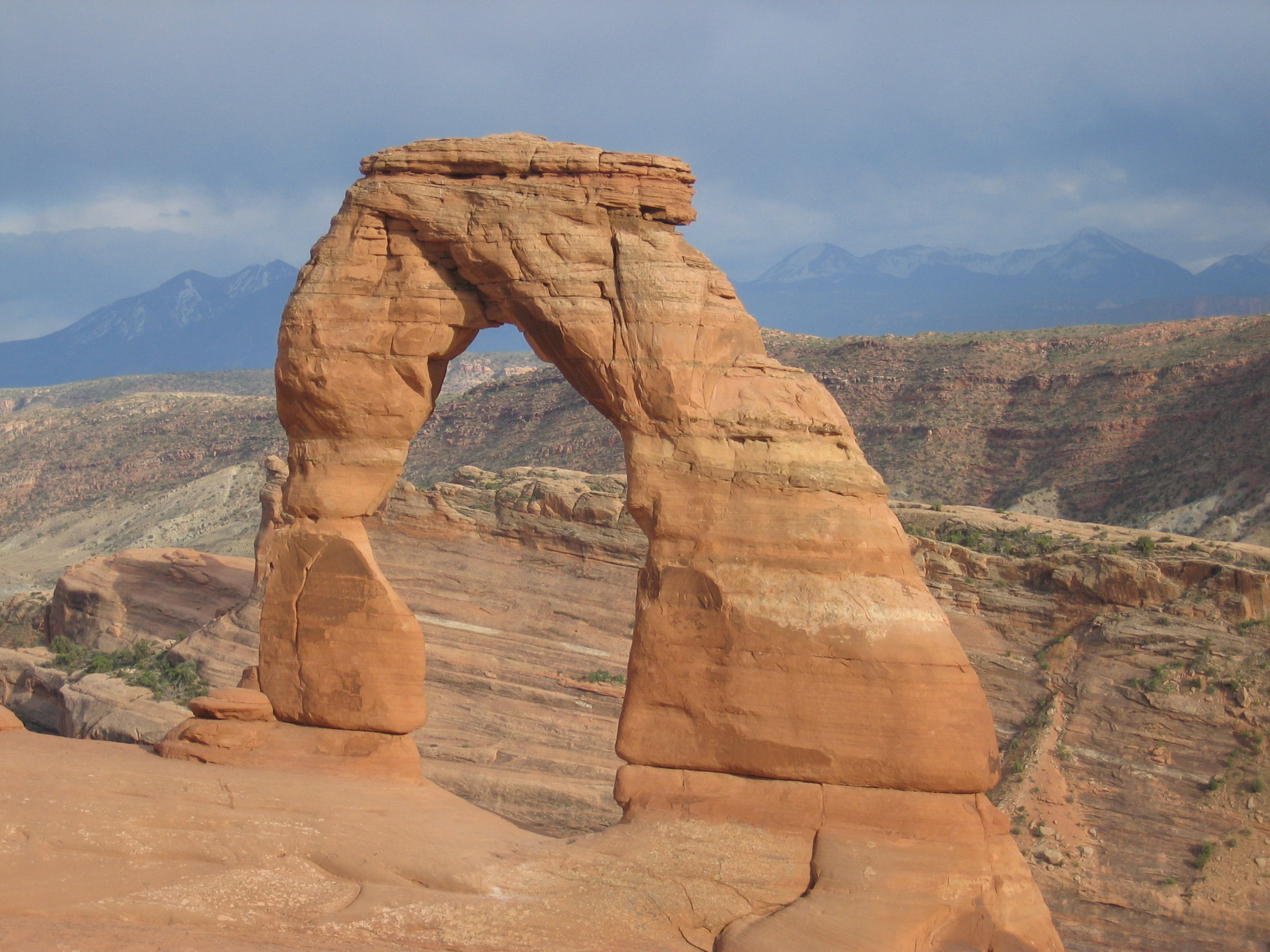
Delicate Arch

Het Arches National Park is een klein nationaal park bij Moab in het oosten van de Amerikaanse staat Utah. Er is een bezoekerscentrum en er zijn diverse wandelroutes in het park.
Het Arches National Park is bekend vanwege de bijzondere rotsformaties en balancerende rotsen zoals de Courthouse Towers, Windows Section, Fiery Furnace, Devils Garden, Klondike Bluffs en de Balanced Rock. Er zijn meer dan 2000 gedocumenteerde natuurlijke bruggen (arches), waaronder Landscape Arch, Double Arch, Double O Arch en Delicate Arch. De kleinste bogen hebben een opening van amper een meter, terwijl de afstand tussen de steunpunten van de grootste, de Landscape Arch, 88,4 meter is. In 1991 is van deze boog een 20m bij 3,66m bij 1,33m groot stuk afgebroken. Het is daarom niet meer toegestaan onder of op de boog te lopen. In 2005 stortte de Wall Arch in.
In het noorden van het park ligt een gebied dat de Devil's Garden wordt genoemd. Hier ligt een elf kilometer lang wandelpad waarlangs een aantal bogen te bereiken zijn.

## Ontstaan van de bogen
De bogen zijn gevormd door een combinatie van wind- en watererosie, ijs, tektonische activiteit en een instabiele ondergrond van zout. Oerkrachten hebben  de bodem honderden miljoenen jaren lang bewerkt.
De geschiedenis van de bogen begint zo'n 300 miljoen jaar geleden. Het hele gebied stond meerdere periodes onder water. Als het water verdampte of het klimaat droger werd bleef er zout achter. Dit hoopte zich op en op sommige plaatsen ontstonden lagen van vele honderden meters dik. Deze lagen werden door water en wind weer bedekt met zand en andere materialen. Het vormde een laag van soms wel een kilometer dik gesteente. Zout is onstabiel als het onder druk staat. Het zoutbed kon de druk van de er boven liggende lagen niet aan, vervormde en zorgde voor verticale scheuren in de rotslaag erboven. In deze scheuren ontstond 's winters ijs dat zich uitzette waardoor het gesteente afbrokkelde. De losgekomen stenen werden door de wind afgevoerd. Gedurende sommige periodes regende het veel in het gebied en sleten de scheuren uit doordat er water doorheen stroomde. Erosie is nog steeds gaande en zal er uiteindelijk toe leiden dat alle bogen en rotsformaties verdwijnen. Het proces werd versneld toen in de periode van tien tot vijf miljoen jaar geleden het Coloradoplateau omhoog werd gestuwd. Het water sleet de spleten zo diep uit dat het onderliggende zout werd bereikt. Toen dit wegspoelde ontstonden twee valleien in het gebied.

## Bewoning
Tot ongeveer het jaar 1300 werd het gebied bewoond door de Pueblo en de Fremont. Hierna leefden de Ute en de Paiute hier. Zij kwamen rond 1775 in contact met Spaanse missionarissen die zich hier niet vestigden. Vanaf 1855 was er korte tijd een mormoonse missiepost. Nadat in 1878 de plaats Moab werd gesticht kwamen er meer mensen naar het gebied.

## Klimaat, flora en fauna
De temperatuurswisselingen zijn extreem: het sneeuwt in de winter en in de zomer kan het warmer dan 40°C worden. Tussen de bogen is niet veel begroeiing, maar genoeg om enkele diersoorten in leven te houden, zoals het dikhoornschaap, de halsbandleguaan en ratelslangen. 

## Bescherming
President Herbert Hoover verklaarde het gebied in 1929 tot nationaal monument. Het ging toen nog om twee gebieden waarin de rotsformaties te vinden waren. In 1938 bepaalde Franklin Delano Roosevelt dat gebied uitgebreid moest worden en werden de twee delen aaneengesloten. In 1969 breidde Lyndon B. Johnson het gebied nogmaals uit. In 1971 maakte Richard Nixon er een nationaal park van, maar wel binnen een kleiner grondgebied.

## Afbeeldingen

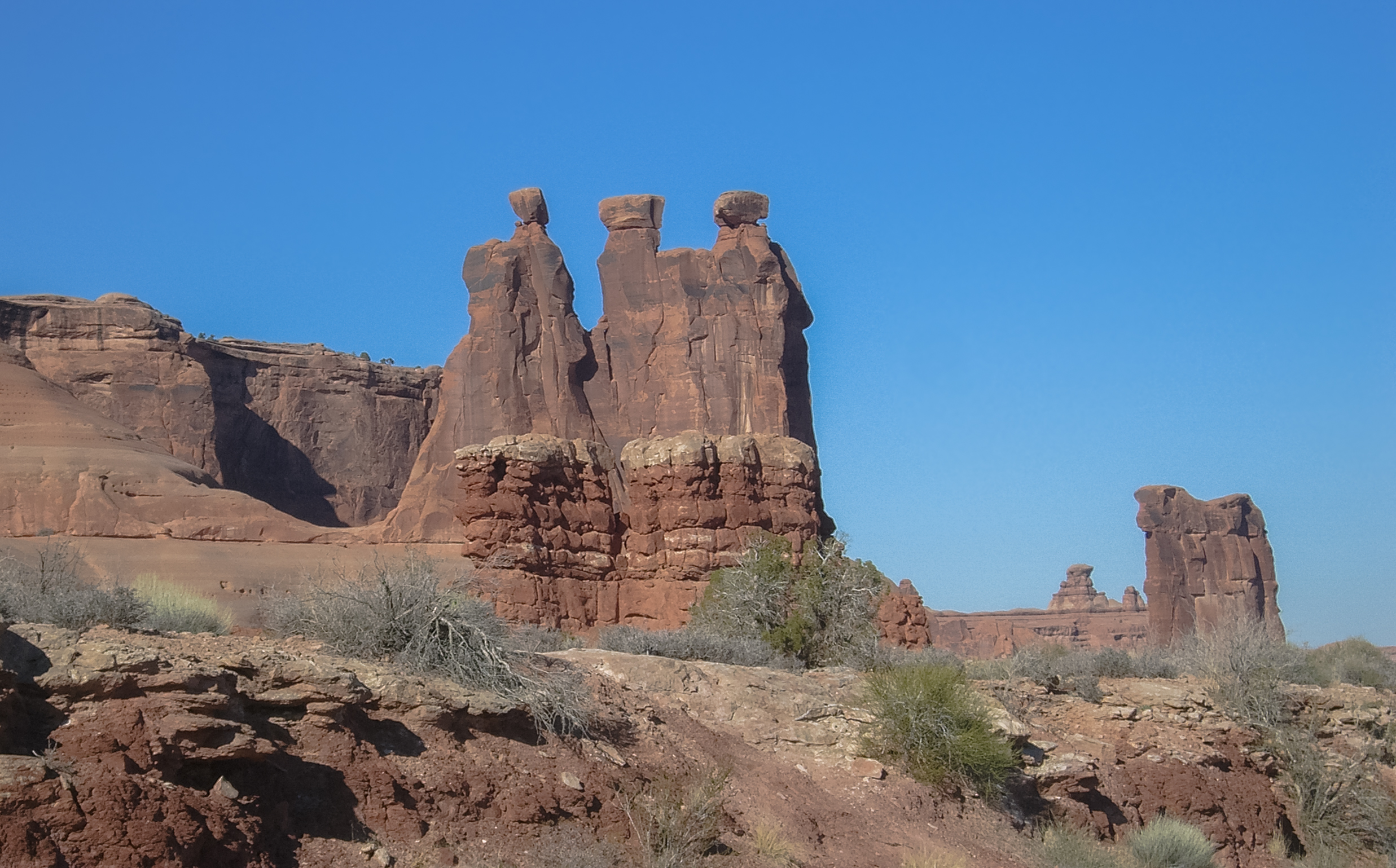
The Three Gossips
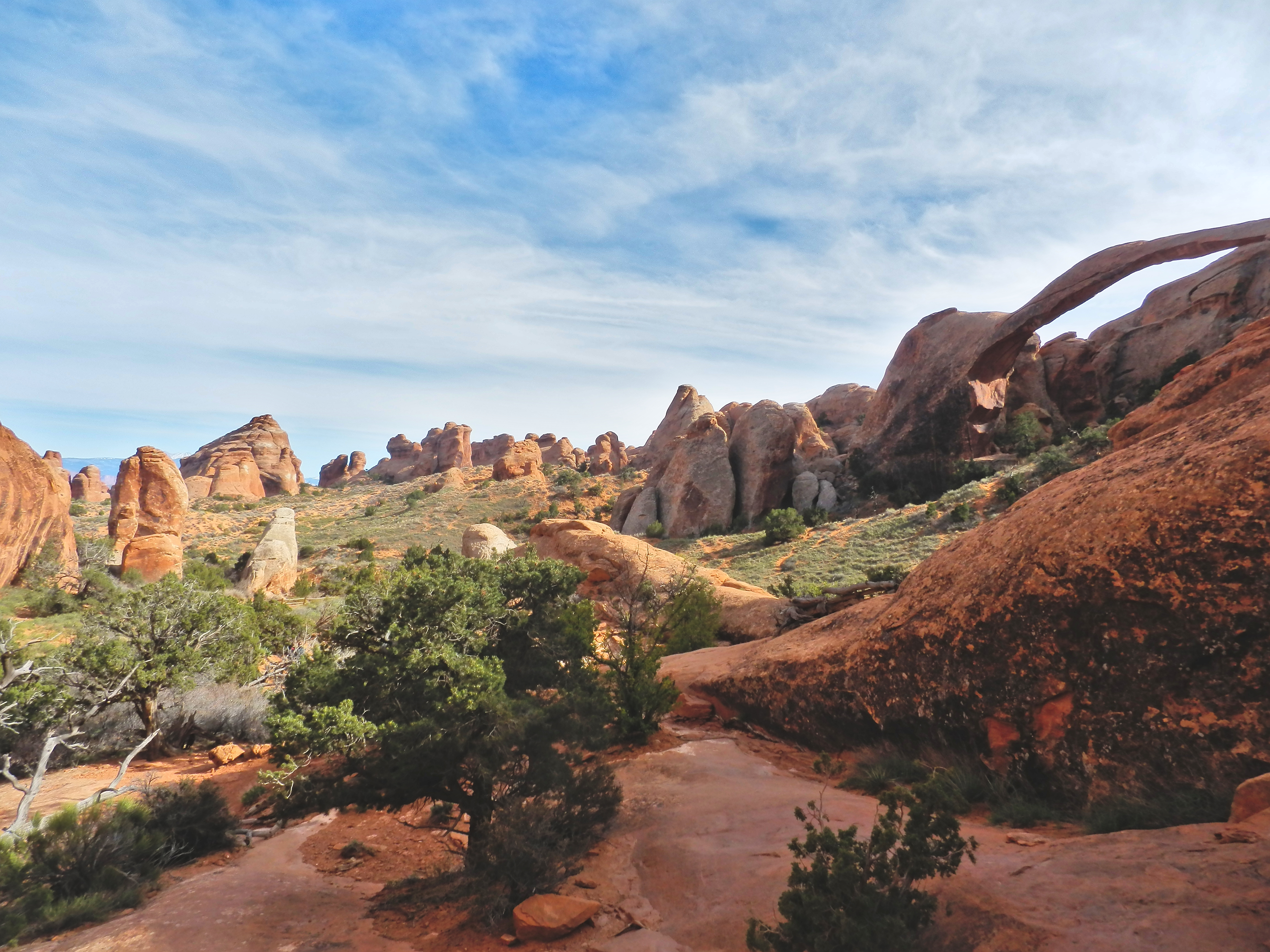
Landscape Arch
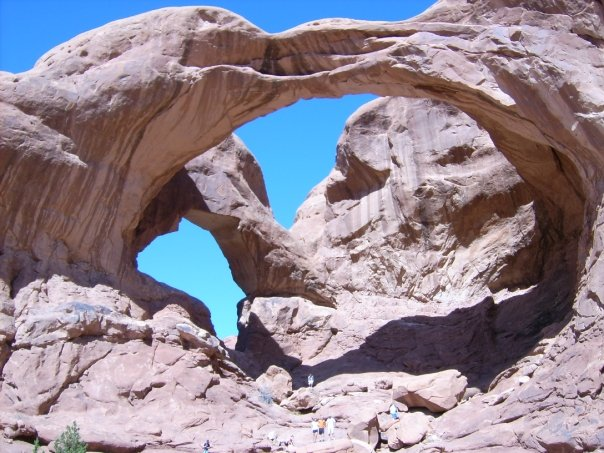
Double Arch
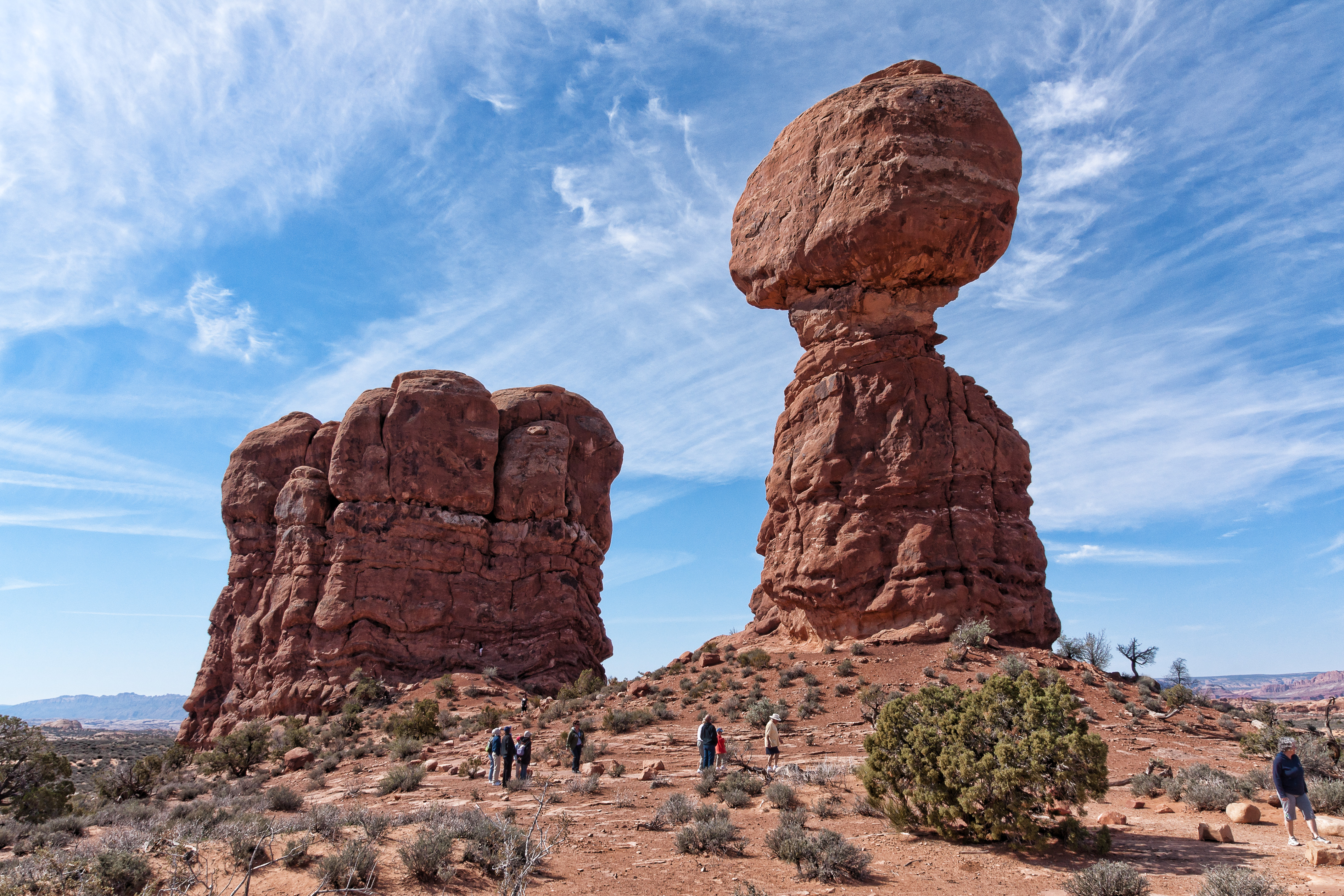
Balanced Rock